# 오현주 (1894년)
오현주(吳玄洲, 1894년 2월 29일 ~ 1989년?)는 일제강점기에 독립 운동 단체인 대한민국애국부인회에 가담했다가 이 조직을 경찰에 밀고한 인물이다.

## 생애
충청남도 공주 출생으로, 세브란스의학전문학교의 첫 한국인 교장이며 사회사업가인 오긍선의 동생이다. 일찍이 배재학당에서 신학문을 배운 오긍선의 영향으로 언니인 오현관과 함께 신교육을 받고 여성 운동에 참여했다.
1919년 3·1 운동 당시에는 정신여학교를 졸업하고 군산의 멜볼딘여학교에서 교사로 근무하고 있었는데, 시위 운동 이후 투옥되는 사람들이 늘어나자 수감자 옥바라지를 목적으로 한 자선 단체 혈성부인회를 조직했다. 정신여학교 졸업생들이 많이 가담한 혈성회에는 재령의 명신학교 교사로 있던 오현관도 참가했다.
부인 운동에 관심을 갖고 있던 상하이의 대한민국 임시정부에서 혈성회의 존재를 알게 되면서 요원인 임득산이 파견되어 오현주를 만났고, 이들은 최숙자 등을 합류시켜 대한민국애국부인회를 결성했다. 오현주는 회장 겸 재무주임에 취임한 뒤, 조직을 지방으로 확대하면서 독립 운동 자금을 모집하고 임시정부로 보내는 등의 활동을 시작했다. 그러나 오현주는 곧 남편 강낙원의 권유로 조직에서 손을 뗀 뒤, 남편과 함께 김마리아 등 옛 동지들을 밀고해 관련자들을 모두 체포되도록 했다.
김마리아가 추후 《삼천리》에 기고한 바에 따르면 오현주는 애국부인회 회원들이 투옥되어 있는 동안 이 단체의 공금을 가로챘다고 하며, 이와는 별도로 일본 경찰로부터 밀고한 공을 인정받아 상금을 받았다는 소문도 돌았다.
광복 후인 1949년 오현주는 남편과 함께 반민족행위특별조사위원회에 의해 체포되어 조사를 받았다. 이때 그는 남편이 데려온 유근수가 경찰인 줄 모르고 대한민국애국부인회 조직에 대해 알려준 것뿐이라고 증언했으나, 자신이 동지들을 밀고했다는 사실 자체는 부인하지 못했다. 반민특위가 해체되면서 별다른 처벌을 받지 않았다.
2002년 민족정기를 세우는 국회의원모임이 선정한 친일파 708인 명단 중 밀정 부문에 남편 강낙원과 함께 포함되었다.

## 같이 보기
- 대한민국애국부인회 사건
- 강낙원

## 참고자료
- 고원섭 (편) (1949). 〈高等警察 金德基와 그 一行들〉. 《반민자죄상기》. 서울: 백엽문화사.
- 반민족행위특별조사위원회, 〈오현주 심문조서[깨진 링크(과거 내용 찾기)]〉 (1949.3.28)